# Mejor Jugador Joven de la Liga ACB
El premio al Mejor Jugador Joven de la Liga ACB, denominado hasta 2013 Jugador revelación de la temporada en la ACB, es un galardón instituido en la temporada 2004/05 por la ACB para premiar al jugador que presente una mayor progresión a lo largo de la temporada regular, que se otorga por votación popular. Para optar al galardón, los jugadores deben cumplir en el año que se otorga 22 años o menos, y haber disputado al menos la mitad de los partidos con una media superior a los 10 minutos de juego.

## Palmarés

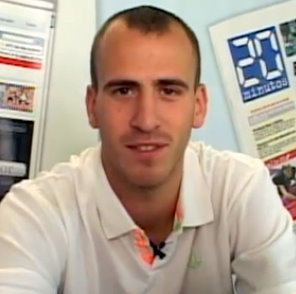
Sergio Rodríguez, ganador del premio al Mejor Jugador Joven en la temporada 2004-05

| Temporada | Posición  | Jugador             | Equipo                   | Ref.   |
| --------- | --------- | ------------------- | ------------------------ | ------ |
| 2004-05   | Base      | Sergio Rodríguez    | Adecco Estudiantes       | [ 1 ]  |
| 2005-06   | Alero     | Carlos Suárez       | Adecco Estudiantes       | [ 2 ]  |
| 2006-07   | Base      | Ricky Rubio         | DKV Joventut             | [ 3 ]  |
| 2007-08   | Ala-Pívot | Mirza Teletović     | TAU Cerámica             | [ 4 ]  |
| 2008-09   | Escolta   | Brad Oleson         | Alta Gestión Fuenlabrada | [ 5 ]  |
| 2009-10   | Pívot     | Richard Hendrix     | CB Granada               | [ 6 ]  |
| 2010-11   | Pívot     | Gustavo Ayón        | Baloncesto Fuenlabrada   | [ 7 ]  |
| 2011-12   | Alero     | Micah Downs         | Assignia Manresa         | [ 8 ]  |
| 2012-13   | Pívot     | Salah Mejri         | Blusens Monbus           | [ 9 ]  |
| 2013-14   | Base      | Guillem Vives       | FIATC Joventut           | [ 10 ] |
| 2014-15   | Alero     | Dani Díez           | Gipuzkoa Basket          | [ 11 ] |
| 2015-16   | Ala-Pívot | Juancho Hernangómez | Movistar Estudiantes     | [ 12 ] |
| 2016-17   | Escolta   | Luka Dončić         | Real Madrid              | [ 13 ] |
| 2017-18   | Escolta   | Luka Dončić (2)     | Real Madrid              |        |
| 2018-19   | Base      | Carlos Alocén       | Tecnyconta Zaragoza      | [ 14 ] |
| 2019-20   | Base      | Carlos Alocén (2)   | Tecnyconta Zaragoza      | [ 15 ] |
| 2020-21   | Ala-Pívot | Usman Garuba        | Real Madrid              | [ 16 ] |
| 2021-22   | Alero     | Joel Parra          | Joventut Badalona        | [ 17 ] |
| 2022-23   | Base      | Jean Montero        | Real Betis               | [ 18 ] |
| 2023-24   | Base      | Jean Montero (2)    | Morabanc Andorra         | [ 19 ] |

## Mejor Quinteto Joven de la ACB
Notaː en negrita el jugador elegido como Mejor Jugador Joven de la Liga ACB en esa temporada.
| Temporada | Jugadores                  | Equipos                                 |
| --------- | -------------------------- | --------------------------------------- |
| 2013-14   | Guillem Vives              | FIATC Joventut                          |
| 2013-14   | Álex Abrines               | FC Barcelona                            |
| 2013-14   | Marcus Eriksson            | La Bruixa d'Or                          |
| 2013-14   | Kristaps Porziņģis         | Cajasol                                 |
| 2013-14   | Walter Tavares             | Herbalife Gran Canaria                  |
| 2014-15   | Guillem Vives (2)          | Valencia Basket                         |
| 2014-15   | Álex Abrines (2)           | FC Barcelona                            |
| 2014-15   | Dani Díez                  | Gipuzkoa Basket                         |
| 2014-15   | Kristaps Porziņģis (2)     | Baloncesto Sevilla                      |
| 2014-15   | Willy Hernangómez          | Baloncesto Sevilla                      |
| 2015-16   | Luka Dončić                | Real Madrid                             |
| 2015-16   | Ludde Håkanson             | Baloncesto Sevilla                      |
| 2015-16   | Santiago Yusta             | Rio Natura Monbus Obradoiro             |
| 2015-16   | Juancho Hernangómez        | Movistar Estudiantes                    |
| 2015-16   | Willy Hernangómez (2)      | Real Madrid                             |
| 2016-17   | Luka Dončić (2)            | Real Madrid                             |
| 2016-17   | Alberto Abalde             | Divina Seguros Joventut                 |
| 2016-17   | Rolands Šmits              | Montakit Fuenlabrada                    |
| 2016-17   | Aleksandar Vezenkov        | FC Barcelona Lassa                      |
| 2016-17   | Anžejs Pasečņiks           | Herbalife Gran Canaria                  |
| 2017-18   | Luka Dončić (3)            | Real Madrid                             |
| 2017-18   | Simon Birgander            | Divina Seguros Joventut                 |
| 2017-18   | Jonathan Barreiro          | Tecnyconta Zaragoza                     |
| 2017-18   | Sergi García               | Valencia Basket/Divina Seguros Joventut |
| 2017-18   | Xabier López-Arostegui     | Divina Seguros Joventut                 |
| 2018-19   | Carlos Alocén              | Tecnyconta Zaragoza                     |
| 2018-19   | Vlatko Čančar              | San Pablo Burgos                        |
| 2018-19   | Jordan Sakho               | BAXI Manresa                            |
| 2018-19   | Xabier López-Arostegui (2) | Divina Seguros Joventut                 |
| 2018-19   | Santi Yusta (2)            | Real Madrid                             |
| 2019-20   | Carlos Alocén (2)          | Casademont Zaragoza                     |
| 2019-20   | Usman Garuba               | Real Madrid                             |
| 2019-20   | Nenad Dimitrijević         | Joventut Badalona                       |
| 2019-20   | Arnoldas Kulboka           | RETAbet Bilbao Basket                   |
| 2019-20   | Vít Krejčí                 | Casademont Zaragoza                     |
| 2020-21   | Usman Garuba (2)           | Real Madrid                             |
| 2020-21   | Carlos Alocén (3)          | Casademont Zaragoza                     |
| 2020-21   | Leandro Bolmaro            | FC Barcelona                            |
| 2020-21   | Dino Radončić              | Acunsa GBC                              |
| 2020-21   | Yannick Nzosa              | Unicaja Málaga                          |
| 2021-22   | Joel Parra                 | Joventut Badalona                       |
| 2021-22   | Ziga Samar                 | Urbas Fuenlabrada                       |
| 2021-22   | Rokas Jokubaitis           | FC Barcelona                            |
| 2021-22   | Jaime Pradilla             | Valencia Basket                         |
| 2021-22   | Khalifa Diop               | C. B. Gran Canaria                      |
| 2022-23   | Justus Hollatz             | Río Breogán                             |
| 2022-23   | Jean Montero               | Real Betis                              |
| 2022-23   | Michael Caicedo            | Covirán Granada                         |
| 2022-23   | Khalifa Diop (2)           | Gran Canaria                            |
| 2022-23   | Aday Mara                  | Casademont Zaragoza                     |
| 2023-24   | Musa Sagnia                | BAXI Manresa                            |
| 2023-24   | Jean Montero (2)           | Morabanc Andorra                        |
| 2023-24   | Lucas Langarita            | Casademont Zaragoza                     |
| 2023-24   | Yannick Kragg              | Club Joventut Badalona                  |
| 2023-24   | Juan Fernández             | Río Breogán                             |